# Lancia Gamma
|  | Denne artikel omhandler Lancia Gamma produceret fra 1976 til 1984. For Lancia Gamma fra 1910, se Lancia Gamma (1910). |
Lancia Gamma var en bilmodel fra Lancia, som blev produceret mellem 1976 og 1984. Den tilhørte den øvre mellemklasse, og konkurrerede med bl.a. Audi 100, BMW 5-serie og Citroën CX.
Modellen fandtes som 4-dørs sedan kaldet "Berlina", og som 2-dørs coupé. Modellen fandtes med tre forskellige 4-cylindrede boxermotorer: en 2,0 med karburator og 117 hk, en 2,5 med karburator og 140 hk samt en 2,5 med benzinindsprøjtning og 142 hk.
I 1978 lagde modellen platform til en konceptbil kaldet Lancia Megagamma. Det var en kompakt MPV, hvis koncept senere blev fulgt op af biler som f.eks. Opel Zafira, Ford C-MAX, Volkswagen Touran, Mazda5 og Renault Scénic.
Gamma blev i 1984 afløst af Lancia Thema, som blev bygget i samarbejde med Fiat, Alfa Romeo og Saab, hvis version af den nye model hed hhv. Croma, 164 og 9000.

## Tekniske specifikationer[1]
| Model     | Slag- volume cm³ | Effekt | Effekt | Effekt | Drejnings- moment | Drejnings- moment | 0-100 km/t | Topfart | Årgange | Årgange |
| Model     | Slag- volume cm³ | kW     | hk     | omdr.  | Nm                | omdr.             | sek.       | km/t    | fra     | til     |
| --------- | ---------------- | ------ | ------ | ------ | ----------------- | ----------------- | ---------- | ------- | ------- | ------- |
| 2000      | 1999             | 86     | 117    | 5500   | 172               | 3500              |            | 185     | 1976    | 1983    |
| 2500      | 2484             | 103    | 140    |        | 208               | 3000              |            |         | 1976    | 1983    |
| 2500 i.e. | 2484             | 104    | 142    | 5400   | 209               | 3000              |            | 192     | 1980    | 1984    |